# Cladistia

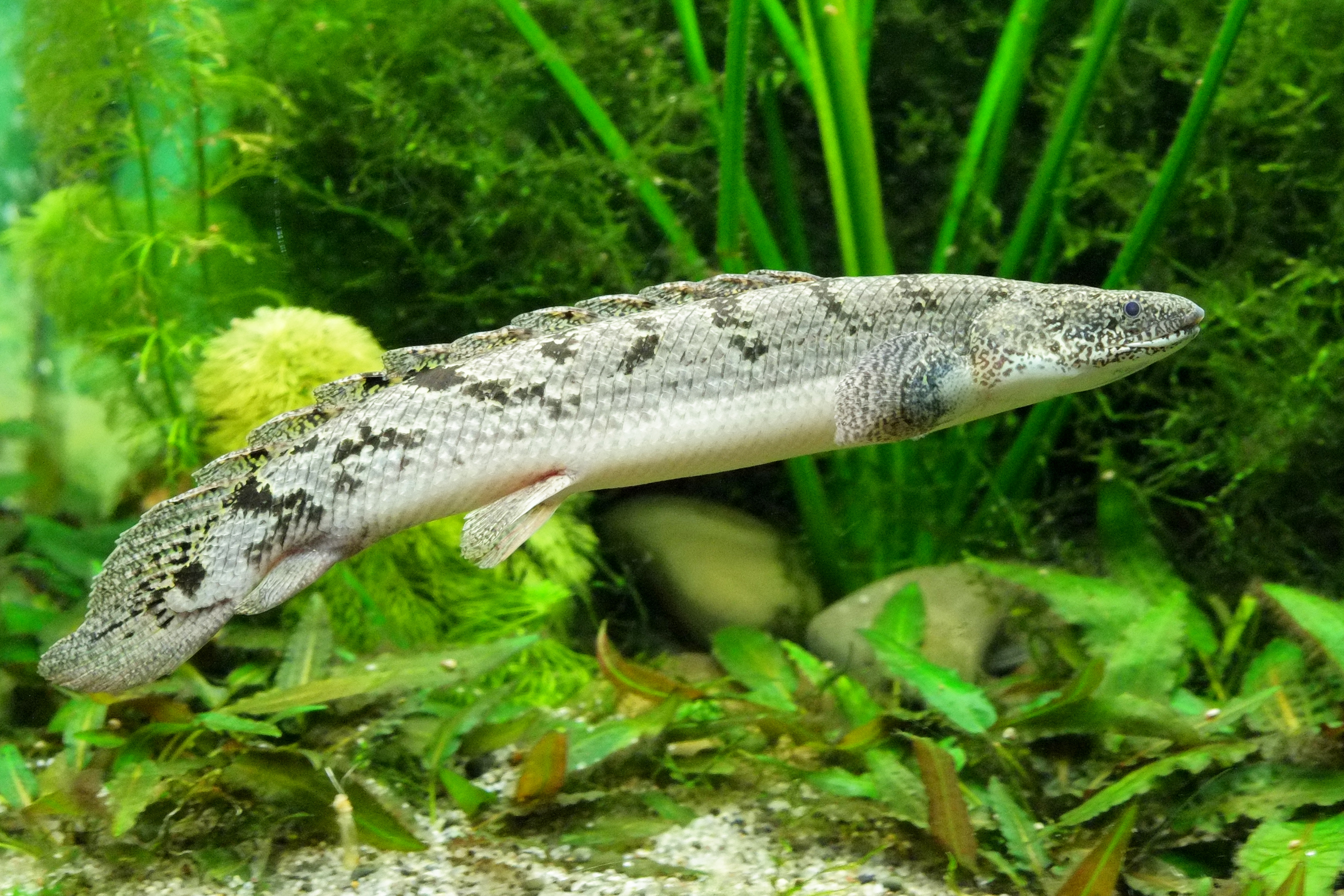
polypterus delhezi

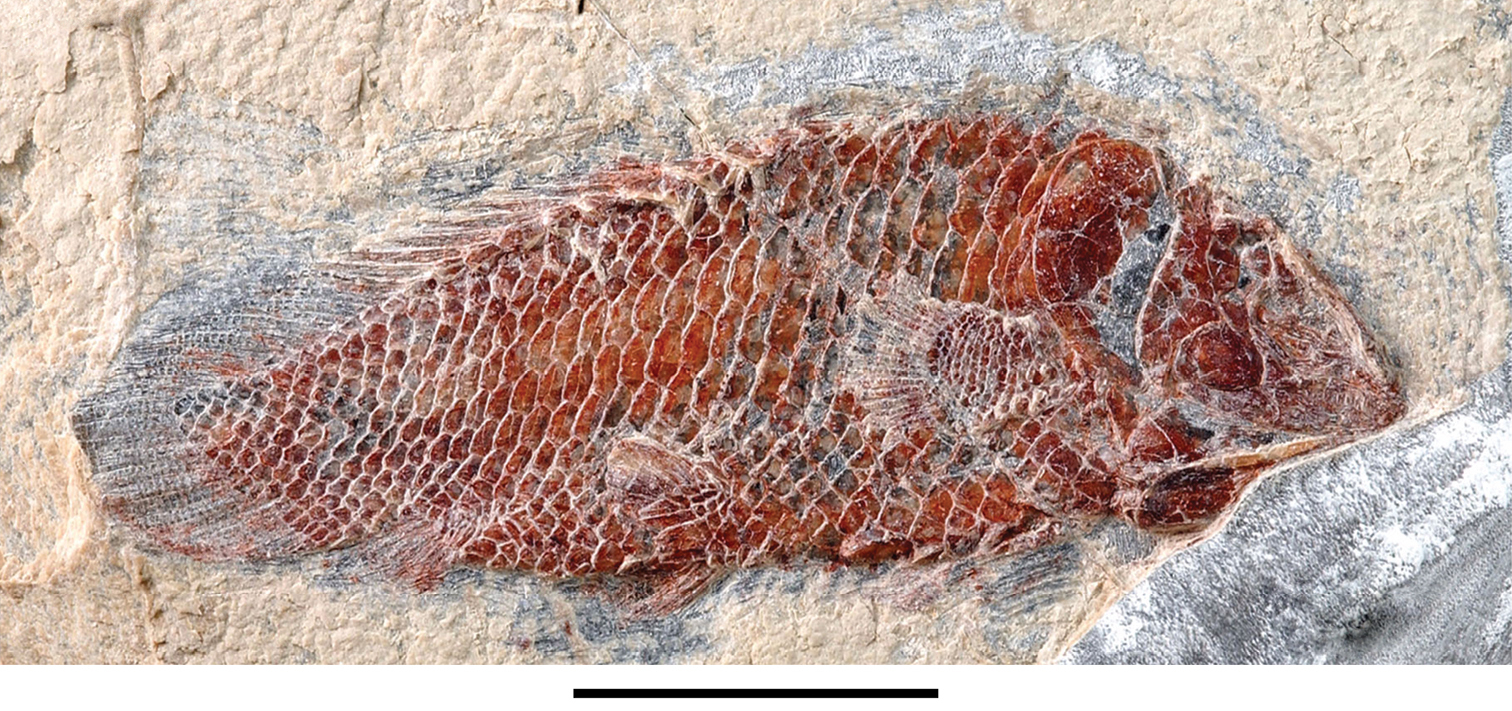
Serenoichthys kemkemensis

Los cladistios (Cladistia), son una subclase de peces actinopterigios que posee un único orden actual (Polypteriformes), son el clado más basal de los actinopterigios actuales debido a presentar características primitivas como poseer escamas ganoides y un maxilar firmemente fijados en la mejilla.
Se considera la rama divergente más temprano de los actinopterigios vivos, con casi todos los taxones paleozoicos interpretados más relacionados con los otros actinopterigios que los cladistios y se cree que se divergieron de los actinopteros, el grupo que incluye a todos los demás peces con aletas radiadas vivos, hacia el Carbonífero.
Los cladistios actuales solo se distribuyen naturalmente en las aguas dulces cálidas de la África tropical.

## Clasificación
Taxonomía según Lund (2000) y Gayet, Meunier y Werne (2002).
- Orden Polypteriformes Bleeker 1859
  - Género Latinopollia† Meunier y Gayet 1998
    - Especie Latinopollia suarezi† (Meunier & Gayet 1996) Meunier & Gayet 1998

  - Género Dagetella† Gayet & Meunier 1991
    - Especie Dagetella sudamericana† Gayet & Meunier 1991

  - Género Bartschichthys† Gayet & Meunier 1996 [ Bartschia Gayet & Meunier 1996 no Rehder 1943 ]
    - Especie Bartschichthys arnoulti† (Gayet & Meunier 1996) [ Bartschia arnoulti Gayet & Meunier 1996 ]
    - Especie Bartschichthys napatensis† Werner y Gayet 1997
    - Especie Bartschichthys tubularis† (Gayet & Meunier 1996) [ Bartschia tubularis Gayet & Meunier 1996 ]

  - Género Sudania† Werner & Gayet 1997
    - Especie Sudania gracilis† Werner y Gayet 1997
    - Especie Sudania oblonga† Werner y Gayet 1997

  - Género Saharichthys† Werner & Gayet 1997
    - Especie Saharichthys nigeriensis† (Gayet & Meunier 1996) [ Sainthilairia nigeriensis Gayet & Meunier 1996 ]
    - Especie Saharichthys africanus† (Gayet & Meunier 1996) [ Sainthilairia africana Gayet & Meunier 1996 ]

  - Género Sainthilairia† Gayet & Meunier 1996
    - Especie Sainthilairia beccussiformis† Gayet y Meunier 1996
    - Especie Sainthilairia elongata†Werner & Gayet 1997
    - Especie Sainthilairia falciformis† Gayet & Meunier 1996
    - Especie Sainthilairia grandis† Gayet & Meunier 1996
    - Especie Sainthilairia intermedia† Werner y Gayet 1997

  - Género Inbecetemia† Werner & Gayet 1997
    - Especie Inbecetemia torta† (Gayet & Meunier 1996) [ Sainthilairia torta Gayet & Meunier 1996 ]
    - Especie Inbecetemia tortissima† (Gayet & Meunier 1996) [ Sainthilairia tortissima Gayet & Meunier 1996 ]

  - Género Nagaia† Werner & Gayet 1997
    - Especie Nagaia extrema† Werner y Gayet 1997

  - Familia Polypteridae Lacépède 1803 en sentido estricto
    - Género Bawitius† Grandstaff et al. 2012
      - Especie Bawitius bartheli† (Schaal 1984) Grandstaff et al. 2012 [ Polypterus bartheli Schaal 1984 ]

    - Género Serenoichthys† Dutheil 1999
      - Especie Serenoichthys kemkemensis† Dutheil 1999

    - Género Erpetoichthys Smith 1865 [ Calamoichthys Smith 1866 ]
      - Especie Erpetoichthys calabaricus

    - Género Polypterus Lacepède 1803
      - Especie Polypterus ansorgii Boulenger , 1910
      - Especie Polypterus bichir Lacépède , 1803
      - Especie Polypterus congicus Boulenger , 1898
      - Especie Polypterus delhezi Boulenger , 1899
      - Especie Polypterus endlicherii Heckel , 1847
      - Especie Polypterus mokelembembe Schliewen & Schäfer , 2006
      - Especie Polypterus ornatipinnis Boulenger , 1902
      - Especie Polypterus palmas Ayres , 1850
      - Especie Polypterus polli J. P. Gosse , 1988
      - Especie Polypterus retropinnis Vaillant , 1899
      - Especie Polypterus senegalus Cuvier , 1829
      - Especie Polypterus teugelsi Britz , 2004
      - Especie Polypterus semanasii Boulenger , 1898
- Orden Scanilepiformes† Sytchevskaya, 1999[2][5]
  - Género Beishanichthys† Xu y Gao, 2011
    - Especie Beishanichthys brevicaudalis† Xu y Gao, 2011

  - Género Fukangichthys† Su, 1978
    - Especie Fukangichthys longidorsalis† Su, 1978

  - Género Mizhilepis† Liu & Shen, 2006
    - Especie Mizhilepis zhangyaensis† Liu y Shen, 2006

  - Género Tanaocrossus† Schaeffer, 1967
    - Especie Tanaocrossus kalliokoskii† Schaeffer, 1967

  - Familia Scanilepididae† Aldinger, 1935
    - Género Scanilepis† Aldinger, 1935
      - Especie Scanilepis dubius† (Woodward, 1893)
      - Especie Scanilepis spitzbergensis† Aldinger, 1935

  - Familia Evenkiidae† Selezneva, 1985
    - Género Evenkia† Berg, 1941
      - Especie Evenkia eunotoptera† Berg, 1941

    - Género Oshiaichthys† Schultze et al ., 2021
      - Especie Oshiaichthys ferganica† Schultze et al. , 2021

    - Género Toyemia† Minikh, 1990
      - Especie Toyemia blumentalis† Minikh, 1995
      - Especie Toyemia tverdochlebovi† Minikh, 1990